# Nati nel 1950/Novembre
| Questa pagina contiene informazioni ricavate automaticamente dalle voci biografiche con l'ausilio del template Bio e di un bot. L'aggiornamento è periodico e automatico e ricostruisce completamente la pagina. Se manca una persona in questa lista, sei pregato di non aggiungerla, ma accertati piuttosto che la sua voce biografica contenga il template Bio e che i dati anagrafici siano correttamente compilati. Se il template Bio manca, inseriscilo tu stesso o, in alternativa, metti l'avviso {{tmp\|Bio}} che ne segnala la mancanza. Se i dati riportati sono sbagliati, correggi direttamente la voce biografica; le modifiche saranno visibili in questa lista entro pochi giorni. Per chiarimenti vedi il progetto biografie. La lista contiene solo le 232 persone che sono citate nell'enciclopedia e per le quali è stato implementato correttamente il template Bio. Pagina aggiornata al 26 lug 2025. |

- 1º novembre - Felicio Angrisano, ammiraglio italiano
- 1º novembre - Corky Calhoun, ex cestista statunitense
- 1º novembre - Robert Laughlin, fisico statunitense
- 1º novembre - Abdellah Mohia, scrittore, poeta e drammaturgo algerino († 2004)
- 1º novembre - Dan Peek, cantante e musicista statunitense († 2011)
- 1º novembre - Margarita Skeet, ex cestista cubana
- 1º novembre - Jan Evert Veer, ex pallanuotista olandese
- 2 novembre - Paolo Buglioni, attore, doppiatore e direttore del doppiaggio italiano
- 2 novembre - Rino Cammilleri, scrittore e giornalista italiano
- 2 novembre - Primo Galdelli, politico italiano
- 2 novembre - Ljubomir Ljubojević, scacchista serbo
- 2 novembre - Frank Mentzer, scrittore e autore di giochi statunitense
- 3 novembre - Roberto Anfossi, pittore, scultore e ceramista italiano
- 3 novembre - Bernard Bober, arcivescovo cattolico e teologo slovacco
- 3 novembre - Nicolò Cammarata, giocatore di biliardo italiano
- 3 novembre - Sergio Escobar, direttore teatrale e dirigente pubblico italiano
- 3 novembre - Pépé Grégoire, scultore olandese
- 3 novembre - Michel Khleifi, regista e sceneggiatore palestinese
- 3 novembre - Peter Koch, ex calciatore tedesco
- 3 novembre - Massimo Mongai, scrittore italiano († 2016)
- 3 novembre - Bruno Ninaber van Eyben, gioielliere, designer e medaglista olandese
- 3 novembre - Skip Prosser, allenatore di pallacanestro statunitense († 2007)
- 3 novembre - James Rothman, biologo statunitense
- 3 novembre - Karen Stives, cavallerizza statunitense († 2015)
- 3 novembre - Vasilikī Thanou-Christofilou, magistrata e politica greca
- 3 novembre - Marija Vergova-Petkova, ex discobola bulgara
- 3 novembre - Mick Wadsworth, allenatore di calcio, dirigente sportivo e ex calciatore inglese
- 3 novembre - Bryan Williams, ex rugbista a 15, allenatore di rugby a 15 e dirigente sportivo neozelandese
- 3 novembre - Snežana Šipka, ex cestista jugoslava
- 4 novembre - Willie Buchanon, ex giocatore di football americano statunitense
- 4 novembre - Juan José Enríquez Gómez, calciatore e allenatore di calcio spagnolo († 2015)
- 4 novembre - Charles Frazier, scrittore statunitense
- 4 novembre - Fëdor Laščënov, allenatore di pallavolo e ex pallavolista sovietico
- 4 novembre - Stephen Meadows, attore statunitense
- 4 novembre - Carol Miller, politica statunitense
- 4 novembre - Markie Post, attrice e imprenditrice statunitense († 2021)
- 4 novembre - Rick Ungar, scrittore, sceneggiatore e produttore televisivo statunitense
- 4 novembre - Kimi Wakitashiro, ex cestista giapponese
- 4 novembre - Benny Wendt, ex calciatore svedese
- 4 novembre - Mary Williams, cestista statunitense († 2025)
- 5 novembre - Chung Sye-kyun, politico sudcoreano
- 5 novembre - Gary Fisher, ciclista su strada statunitense
- 5 novembre - Rod Freeman, ex cestista statunitense
- 5 novembre - Thorbjørn Jagland, politico norvegese
- 5 novembre - Masoud Khalili, diplomatico e poeta afghano
- 5 novembre - Luis Molteni, attore italiano († 2024)
- 5 novembre - Susan Nattrass, tiratrice a volo canadese
- 5 novembre - John Charles Wester, arcivescovo cattolico statunitense
- 6 novembre - Amir Aczel, matematico e divulgatore scientifico israeliano († 2015)
- 6 novembre - André Burkhard, ex calciatore francese
- 6 novembre - Lothar Kurbjuweit, allenatore di calcio e ex calciatore tedesco orientale
- 6 novembre - Leonardo Ulrich Steiner, cardinale, arcivescovo cattolico e teologo brasiliano
- 7 novembre - Vladislav Bogićević, ex calciatore, allenatore di calcio e imprenditore jugoslavo
- 7 novembre - Lindsay Duncan, attrice britannica
- 7 novembre - Thenjiwe Mtintso, politica sudafricana
- 7 novembre - Giannantonio Sperotto, ex calciatore italiano
- 7 novembre - Loris Vellar, ex pattinatore di velocità su ghiaccio italiano
- 8 novembre - Piero Camilli, imprenditore, politico e dirigente sportivo italiano
- 8 novembre - Lou Leon Guerrero, politica e banchiere statunitense
- 8 novembre - Franco Origone, fumettista e illustratore italiano († 2014)
- 8 novembre - Guido Tonelli, fisico, divulgatore scientifico e saggista italiano
- 9 novembre - Beppe Dati, musicista, paroliere e compositore italiano
- 9 novembre - Mel Davis, ex cestista statunitense
- 9 novembre - Gil Goldstein, musicista statunitense
- 9 novembre - Franco Ionta, magistrato italiano
- 9 novembre - John Richards, ex calciatore inglese
- 9 novembre - Johannes Schmoelling, tastierista e compositore tedesco
- 9 novembre - Tahani al-Gebali, magistrato egiziano († 2022)
- 10 novembre - Jan Birkelund, calciatore norvegese († 1983)
- 10 novembre - Debra Hill, sceneggiatrice e produttrice cinematografica statunitense († 2005)
- 10 novembre - Keith Leonard, allenatore di calcio e ex calciatore inglese
- 10 novembre - Sergio Lloret, ex calciatore spagnolo
- 10 novembre - Edmondo Lupieri, teologo, biblista e docente italiano
- 10 novembre - Casimiro López Llorente, vescovo cattolico spagnolo
- 10 novembre - Erhard Mosert, ex calciatore tedesco orientale
- 10 novembre - Martin Novoselac, allenatore di calcio e ex calciatore croato
- 10 novembre - Bob Orton Jr., ex wrestler statunitense
- 10 novembre - Jack Scalia, attore statunitense
- 10 novembre - Dumitru Spîrlea, ex pentatleta rumeno
- 10 novembre - Massimo Vincenti, sceneggiatore italiano
- 11 novembre - Jan Johnson, astista statunitense († 2025)
- 11 novembre - Boyd Kirkland, regista, sceneggiatore e produttore televisivo statunitense († 2011)
- 11 novembre - Jim Peterik, musicista statunitense
- 11 novembre - Ron Riley, ex cestista statunitense
- 11 novembre - Rex Sellers, ex velista neozelandese
- 12 novembre - Barbara Fairchild, cantautrice statunitense
- 12 novembre - Hideyuki Tanaka, attore e doppiatore giapponese
- 13 novembre - Sam Cash, ex cestista statunitense
- 13 novembre - Vreni Eberle, ex nuotatrice tedesca occidentale
- 13 novembre - Silvano Gori, politico italiano
- 13 novembre - Gilbert Perreault, ex hockeista su ghiaccio canadese
- 13 novembre - Dušan Radolský, allenatore di calcio slovacco
- 13 novembre - Mark Sibley, ex cestista statunitense
- 13 novembre - Antal Spányi, vescovo cattolico ungherese
- 14 novembre - Michele Abbate, politico italiano († 1999)
- 14 novembre - Roger Birnbaum, produttore cinematografico e produttore televisivo statunitense
- 14 novembre - Claudio Bonivento, produttore cinematografico, produttore televisivo e sceneggiatore italiano
- 14 novembre - Eric McManus, ex calciatore nordirlandese
- 14 novembre - Sarah Radclyffe, produttrice cinematografica e produttrice televisiva britannica
- 14 novembre - Judy Schwomeyer, ex danzatrice su ghiaccio statunitense
- 14 novembre - Zhang Yimou, regista, sceneggiatore e attore cinese
- 15 novembre - Jenny Beavan, costumista britannica
- 15 novembre - Luciano Buonfiglio, ex canoista e dirigente sportivo italiano
- 15 novembre - Salvatore Cherchi, politico italiano
- 15 novembre - Eugeniusz Durejko, ex cestista polacco
- 15 novembre - Elena di Romania, principessa rumena
- 15 novembre - Furio Fossati, giornalista, critico cinematografico e critico musicale italiano
- 15 novembre - Tano Gullo, giornalista e saggista italiano
- 15 novembre - Jimmy Neighbour, allenatore di calcio e calciatore inglese († 2009)
- 15 novembre - Chen Pi-hsien, pianista taiwanese
- 15 novembre - Mac Wilkins, ex discobolo statunitense
- 15 novembre - Theo van der Meer, storico olandese
- 16 novembre - Héctor Baley, ex calciatore argentino
- 16 novembre - Daniele Costantini, regista, sceneggiatore e drammaturgo italiano
- 16 novembre - Vladimir Kondra, allenatore di pallavolo e ex pallavolista sovietico
- 16 novembre - William Kent Krueger, scrittore statunitense
- 16 novembre - Harvey Martin, giocatore di football americano statunitense († 2001)
- 16 novembre - Carl Meade, ex astronauta statunitense
- 16 novembre - Jaime Morón, calciatore colombiano († 2005)
- 16 novembre - Vincenzo Viola, politico italiano
- 17 novembre - Moses Costa, arcivescovo cattolico bangladese († 2020)
- 17 novembre - Peter Doerner, ex tennista australiano
- 17 novembre - Roland Matthes, nuotatore tedesco († 2019)
- 17 novembre - Joël Quiniou, ex arbitro di calcio francese
- 17 novembre - Carlo Verdone, attore, comico e regista italiano
- 17 novembre - Dennis Wann, ex calciatore inglese
- 18 novembre - Attilio Berti, allenatore di calcio e ex calciatore italiano
- 18 novembre - Tommy Cassidy, calciatore e allenatore di calcio nordirlandese († 2024)
- 18 novembre - Alessandro D'Errico, arcivescovo cattolico italiano
- 18 novembre - Dennis Haskins, attore statunitense
- 18 novembre - Yoshiaki Kawajiri, regista e sceneggiatore giapponese
- 18 novembre - Graham Parker, cantautore britannico
- 18 novembre - Eric Pierpoint, attore statunitense
- 18 novembre - Rudy Sarzo, bassista cubano
- 18 novembre - Michael Swanwick, scrittore statunitense
- 19 novembre - Mario Azzopardi, regista e sceneggiatore maltese
- 19 novembre - Peter Biyiasas, scacchista canadese
- 19 novembre - Giovanni Didonè, politico italiano
- 19 novembre - Carlo Fusaro, costituzionalista e politico italiano
- 19 novembre - Keizō Imai, ex calciatore giapponese
- 19 novembre - Lubomír Knapp, ex calciatore cecoslovacco
- 19 novembre - Níkos Kotziás, politico greco
- 19 novembre - Tom Payne, ex cestista statunitense
- 19 novembre - Philip Pickett, flautista inglese
- 19 novembre - William Schabas, giurista canadese
- 19 novembre - Ron Thomas, cestista statunitense († 2018)
- 20 novembre - Scott Bozek, schermidore statunitense († 2022)
- 20 novembre - Ugo Fabietti, antropologo italiano († 2017)
- 20 novembre - Gary Green, chitarrista britannico
- 20 novembre - Li Yuanchao, politico cinese
- 20 novembre - Kiyonobu Suzuki, doppiatore giapponese
- 20 novembre - Christopher de Hamel, scrittore britannico
- 21 novembre - Marie Bergman, cantante svedese
- 21 novembre - Tommy Craig, allenatore di calcio e ex calciatore scozzese
- 21 novembre - Takashi Hiraide, poeta, scrittore e critico letterario giapponese
- 21 novembre - Alberto Juantorena, ex mezzofondista e velocista cubano
- 21 novembre - Gennadij Karponosov, ex danzatore su ghiaccio sovietico
- 21 novembre - Bertrand Meyer, ingegnere francese
- 21 novembre - Álvaro Noboa, politico e imprenditore ecuadoriano
- 21 novembre - Tuomari Nurmio, cantautore finlandese
- 21 novembre - Lawrence Thomas Persico, vescovo cattolico statunitense
- 21 novembre - Gary Pihl, chitarrista statunitense
- 21 novembre - Bruno Pilaš, calciatore jugoslavo († 2011)
- 21 novembre - Martha Schwartz, architetto statunitense
- 22 novembre - Anna Maria Anders, politica, attivista e diplomatica polacca
- 22 novembre - Volkan Bozkır, politico e diplomatico turco
- 22 novembre - Giovanni Mario Castrilli, politico australiano
- 22 novembre - Jim Jefferies, allenatore di calcio e ex calciatore scozzese
- 22 novembre - Etepe Kakoko, ex calciatore della Repubblica Democratica del Congo
- 22 novembre - Massimo Melodia, cantautore, compositore e musicista italiano († 2012)
- 22 novembre - Paloma San Basilio, cantante spagnola
- 22 novembre - Grenville Tuck, ex mezzofondista e ex maratoneta britannico
- 22 novembre - Steven Van Zandt, musicista, cantante e attore statunitense
- 22 novembre - Tina Weymouth, bassista, compositrice e produttrice discografica statunitense
- 23 novembre - Svetla Ocetova, ex canottiera bulgara
- 23 novembre - Guy Santy, ex ciclista su strada francese
- 23 novembre - Chuck Schumer, politico statunitense
- 23 novembre - Elsa Signorino, politica italiana
- 24 novembre - Marco Biagi, giurista e economista italiano († 2002)
- 24 novembre - Bob Burns, batterista statunitense († 2015)
- 24 novembre - José Cioffi, ex calciatore argentino
- 24 novembre - Diego Dalla Palma, truccatore, scrittore e imprenditore italiano
- 24 novembre - Barney Daniels, calciatore inglese († 2025)
- 24 novembre - Alvaro Passeri, regista cinematografico e effettista italiano
- 24 novembre - Nikica Valentić, politico croato († 2023)
- 25 novembre - Roland Andersson, allenatore di calcio e ex calciatore svedese
- 25 novembre - Rosanna Azzola, ex calciatrice italiana
- 25 novembre - Jocelyn Brown, cantante statunitense
- 25 novembre - Chris Claremont, fumettista e scrittore inglese
- 25 novembre - Miroljub Damjanović, ex cestista jugoslavo
- 25 novembre - Giorgio Faletti, scrittore, attore e cantautore italiano († 2014)
- 25 novembre - José Ramón Palacio, allenatore di calcio e ex calciatore spagnolo
- 25 novembre - P. Gregory Warden, archeologo e etruscologo italiano
- 25 novembre - Alexis Wright, scrittrice australiana
- 26 novembre - Stefan Bartmann, regista e sceneggiatore tedesco
- 26 novembre - Corrado Bologna, filologo italiano
- 26 novembre - Dieter Burdenski, calciatore tedesco occidentale († 2024)
- 26 novembre - Bernie Harris, ex cestista e allenatore di pallacanestro statunitense
- 26 novembre - Mick Kearns, ex calciatore inglese
- 26 novembre - Rainer Pethran, cestista tedesco († 2019)
- 26 novembre - Jadwiga Pietkiewicz, ex cestista polacca
- 26 novembre - Honey Wilder, ex attrice pornografica statunitense
- 27 novembre - Philippe Delerm, scrittore francese
- 27 novembre - Wayne Eagling, ex ballerino e coreografo canadese
- 27 novembre - Attilio Santoro, politico italiano
- 28 novembre - Edward Bennett, regista e sceneggiatore britannico
- 28 novembre - Hans Fassnacht, ex nuotatore tedesco
- 28 novembre - Ed Harris, attore statunitense
- 28 novembre - Russell Alan Hulse, fisico statunitense
- 28 novembre - Eric Minkin, cestista statunitense († 2025)
- 28 novembre - Mario Pittoni, politico italiano
- 28 novembre - Roald Poulsen, allenatore di calcio danese († 2024)
- 28 novembre - Josiane Tanzilli, attrice italiana
- 28 novembre - Peeter Torop, semiologo estone
- 28 novembre - George Yonashiro, allenatore di calcio e ex calciatore brasiliano
- 29 novembre - Jean-François Baldé, pilota motociclistico francese
- 29 novembre - Dietmar Danner, ex calciatore tedesco
- 29 novembre - Peter Hooten, attore statunitense
- 29 novembre - Fiorino Pepe, ex calciatore italiano
- 29 novembre - Alfonso Sutera, fisico italiano († 2013)
- 29 novembre - Hans Weiner, calciatore tedesco († 2024)
- 30 novembre - Naim Allaj, ex calciatore albanese
- 30 novembre - Andrea Aloi, giornalista e scrittore italiano
- 30 novembre - Eduardo Amorim, allenatore di calcio e ex calciatore brasiliano
- 30 novembre - J. Arch Getty, storico statunitense († 2025)
- 30 novembre - Serhij Vasyl'ovyč Kuznecov, ex calciatore sovietico
- 30 novembre - Agim Nebi, pittore e decoratore albanese
- 30 novembre - Andy Rymarczuk, calciatore statunitense († 1997)
- 30 novembre - Rudolf Strejček, sollevatore cecoslovacco
- 30 novembre - William Vail, attore e scenografo statunitense
- 30 novembre - Paul Westphal, cestista e allenatore di pallacanestro statunitense († 2021)
- 30 novembre - Kathryn Witt, attrice e produttrice cinematografica statunitense